# Rio Jacutinga
O rio Jacutinga é um rio brasileiro do estado de São Paulo. 